# Josep Flores i Vallcorba
Josep Flores i Vallcorba (Terrassa, 4 de juliol de 1946 - 20 de setembre de 2020) fou un jugador, àrbitre i directiu d'escacs català.
Fou president del Club Escacs Terrassa i va ser president de la Federació Catalana d'Escacs entre els anys 1991 i 2003. Fou també sots-president primer de la Federació Espanyola d'Escacs, càrrec que deixà en la seva dimissió el 2002 en disconformitat amb el president Javier Ochoa.
Sota la presidència de la FCE sol·licità l'adhesió a la Federació Internacional d'Escacs i rebé resposta negativa el maig de 2001.
El 1999 la FCE li atorgà la insígnia d'or.